# Michel Blokland
Michel Eduard Blokland is een Surinaams medicus en politicus. Van 2012 tot 2015 was hij minister van Volksgezondheid.

## Biografie
Michel Eduard Blokland werd geboren te Paramaribo. Hij studeerde in 1985 af in geneeskunde aan de Anton de Kom Universiteit van Suriname. Na werkzaam te zijn geweest bij de Regionale Gezondheidsdienst en het Academisch Ziekenhuis Paramaribo, ging hij in 1994 aan het werk als huisarts in een particuliere praktijk.
Na een reshuffling van Bouterse werd hij beëdigd als minister voor Volksgezondheid op 3 mei 2012. Blokland heeft vier jaar lang de Vereniging van Medici in Suriname (VMS) geleid voordat hij op het ministerie kwam.
Na de parlementsverkiezingen 2015 volgde Patrick Pengel hem op 12 augustus 2015 op.